# 奥尔伯斯多夫
奥尔伯斯多夫（德語：Olbersdorf），是德国萨克森州的市镇，隶属于格尔利茨县。总面积为15.16平方千米，截至2023年12月31日总人口为4,424人。